# Auberge de la Couronne (Dambach-la-Ville)

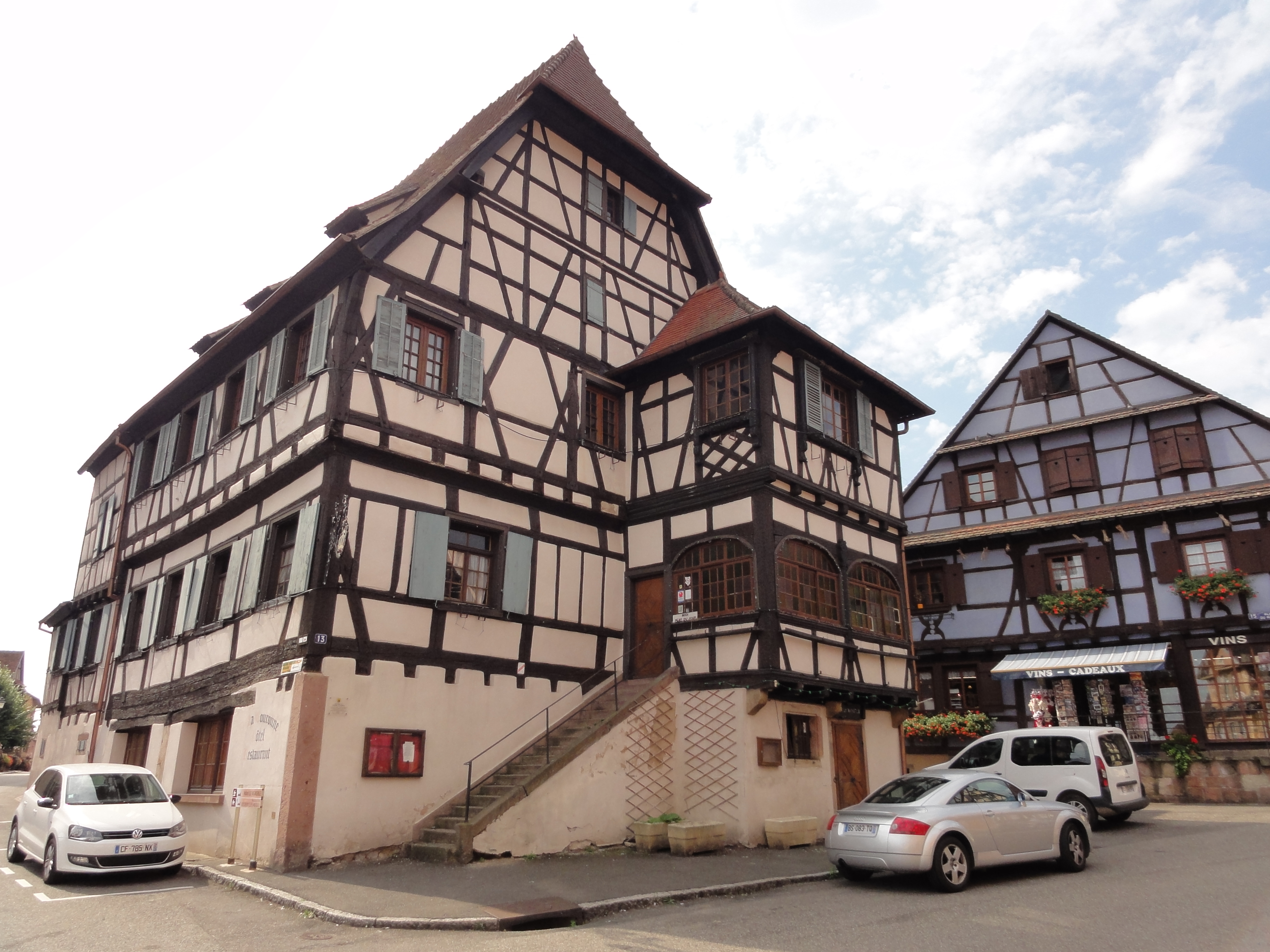
Auberge de la Couronne

Die Auberge de la Couronne in Dambach-la-Ville, einer Gemeinde im Elsass, wurde 1685 errichtet. Die ehemalige Herberge an der Place du Marché ist seit 1930 als Monument historique klassifiziert.

## Geschichte
Die Herberge wird erstmals 1635 überliefert. Vom Vorgängerbau, der teilweise mit einbezogen wurde, ist ein Stein mit der Jahreszahl 1569 erhalten. Der Neubau von 1685 entstand unter den Eigentümern Thomas Zaepfel und Odile Schwend.